# Theodor Schiøtz
Theodor Ludvig Schiøtz eller Ludvig Theodor Schiøtz (født 4. september 1821 i Roskilde, død 31. august 1900 i Odense) var en dansk brygger, farmaceut og grundlægger, der er bedst kendt for at have grundlagt Albani Bryggerierne.
Schiøtz blev cand.pharm. fra Københavns Universitet i 1844 og virkede efterfølgende som laborant i København og senere apoteker i Roskilde og Gram. Allerede i 1836 var han startet som discipel på apoteket i Frederikssund og kom i 1841 til Vajsenhus-apoteket i København. I 1849 gik han som frivillig med i Treårskrigen. 
Hjemvendt fra krigen underviste han i naturvidenskabelige fag, bl.a. zoologi og botanik, ved Rødding Højskole fra 1851 til 1856. Forinden, i 1846, var han blevet formand for Det naturhistoriske Selskab i København. Da selskabet blev opløst og genopstod som Den botaniske Forening fik Schiøtz arbejde med botaniske undersøgelser på Bornholm i 1849 og i Sønderjylland i 1858.
Botanikken blev imidlertid erstattet af bryggerfaget, og efter endt uddannelse på Gammel Carlsberg grundlagde han sammen med Edvard Ferdinand Esmann og Johan Frederik Rasmussen i 1859 Albani bajerske Ølbryggeri i Odense, der blev en af byens første industrivirksomheder. I 1866 blev bryggeriet til et aktieselskab, som Schiøtz var direktør for helt frem til 1889. En del af hans aflønning var en andel af bryggeriets overskud. Det var så stort, at Schiøtz i 1879 var Odenses største skatteborger med en indtægt på ca. 40.000 kr.[kilde mangler]
Han var som medlem af Odense Kommunes udvalg for byforskønnelse med til at udvikle beplantningerne i Fruens Bøge, og satte også sit præg på byens domkirke, da han sammen med en anden borger i 1885 finansierede flytningen af en stor altertavle, udført af Claus Berg, der den dag i dag hænger i Sct. Knuds Kirke.
Schiøtz er begravet på Assistens Kirkegård i Odense. Der er rejst en mindesten for ham på Lærkehøj i skoven tæt på Fruens Bøge Station.